# Pyxine pungens
Pyxine pungens är en lavart som beskrevs av Zahlbr. Pyxine pungens ingår i släktet Pyxine och familjen Physciaceae.   Inga underarter finns listade i Catalogue of Life.